# La Platte Mare
La Platte Mare est un dolmen situé au lieu-dit de L'Ancresse, dans la paroisse du Clos du Valle, sur l'île Anglo-Normande de Guernesey.

## Description
La Platte Mare est un dolmen simple recouvert d'une unique table de couverture. Certaines dalles ont été déplacées. L'un des orthostates comportent douze cupules dont seulement 7 sont visibles au-dessus du sol
Des traces du tumulus, qui aurait pu atteindre 5 m de diamètre, sont encore visibles.
Le dolmen a été daté du Chalcolithique.  Il est situé à moins de 80 m au nord-est du dolmen des Fouaillages.